# Mont Asama
El Mont Asama (浅間山; Asama-yama) és un volcà compost del Japó, el més actiu de l'illa de Honshū, a uns 140 km de Tòquio, al límit de la prefectura de Gunma i de la prefectura de Nagano, i té una alçada de 2568 m. L'Agència Meteorològica del Japó l'ha classificat amb rang A (d'activitat més gran).

## Geologia
La muntanya es troba en la conjunció de l'arc Izu-Bonin-Marianas i de l'arc del Nord-est del Japó. Està composta de màfic sense àlcali i roques volcàniques piroclàstiques datades del Plistocè tardà i de l'Holocè. El principal tipus de roca és l'andesita i la dacita.
És un estratovolcà amb dos cràters, que es troba dins del romanent amb forma de ferradura d'un altre estratovolcà més antic, que va ser destruït en una erupció fa uns 20.000 anys, en el Plistocè tardà.
Científics de la Universitat de Tòquio i de la Universitat de Nagoya van realitzar el primer experiment virtual reeixit a l'interior del volcà l'abril del 2007. Gràcies a un detector d'uns 4000 cm², que mesurava l'absorció a través de diferents camins de muons (partícules subatòmiques) provinents de raigs còsmics, es va poder deduir la distribució de densitats dins de la muntanya. Així els científics van ser capaços de generar un diagrama tridimensional de l'interior del volcà, amb una profunditat d'uns pocs centenars de metres sota el cràter.
Al costat est hi ha un observatori volcànic de la Universitat de Tòquio.

## Erupcions volcàniques

1783 Erupció del mont Asama

El mont Asama ha tingut nombrosos registres d'erupcions volcàniques. La primera referència històrica d'una erupció va ser l'any 685 segons el Nihonshoki. Una de les erupcions més importants va ocórrer l'1 de setembre del 1783 quan hi va haver una sortida de flux de lava i flux piroclàstic cap a la prefectura de Gunma provocant la mort de 1.500 persones. La subsegüent erupció va ser una de les causes de la gran fam de Tenmei que va conduir la mort d'uns altres milers a la regió de Kantō. Durant el segle xxi, han ocorregut tres erupcions: l'1 de setembre del 2004, el 10 d'agost del 2008 i 2 de febrer del 2009.
Al setembre de 2004 va ocórrer una erupció, en la qual el volcà va continuar eliminant material fins al novembre. El diumenge 1 de febrer de 2009 la Agència Meteorològica del Japó va advertir de la possibilitat que passés una erupció dins als següents dos dies. Els habitants de les rodalies van ser evacuats, de manera que l'erupció, que va començar l'endemà, no va causar víctimes en un primer moment, tot i que les cendres van arribar fins a Tòquio.

## Registres d'erupcions volcàniques
El mont Asama ha tingut erupcions volcàniques als següents anys (les més destacades en negreta):
| - 685 - 1108 - 1281? - 1427? - 1527-1528 - 1532 - 1596 - 1598 - 1604 - 1605 - 1609 - 1644-1645 - 1647-1649 - 1651-1652 - 1653 o 1655-1659 - 1669 - 1704 - 1706 - 1708-1711 | - 1717-1718 - 1720-1723 - 1728-1729 - 1732-1733 - 1754 - 1776-1777 - 1783 (més important) - 1803 - 1815 - 1869 - 1875 - 1879 - 1889 - 1894 - 1899 - 1900 - 1901 - 1902 - 1904 | - 1907 - 1908? - 1909 - 1910 - 1911-1914 - 1916 - 1917 - 1919 - 1920 - 1921 - 1922 - 1927 - 1928 - 1929 - 1930 - 1931 - 1932 - 1934 - 1935 | - 1936 - 1937 - 1938 - 1939 - 1940 - 1941 - 1942 - 1944 - 1945 - 1946 - 1947 - 1951 - 1952 - 1953 - 1954 - 1958 - 1959 - 1961 - 1965 | - 1972 - 1973 - 1982 - 1983 - 1990 - 2004 - 2008 - 2009 - 2015 |